# Головна Руська Рада
Головна́ Ру́ська Ра́да (оригінальне написання — Головна Руска Рада) — перша українська політична організація в Галичині. Створена 2 травня 1848 р. у Львові під час революції в Галичині для захисту прав українського населення.

## Склад

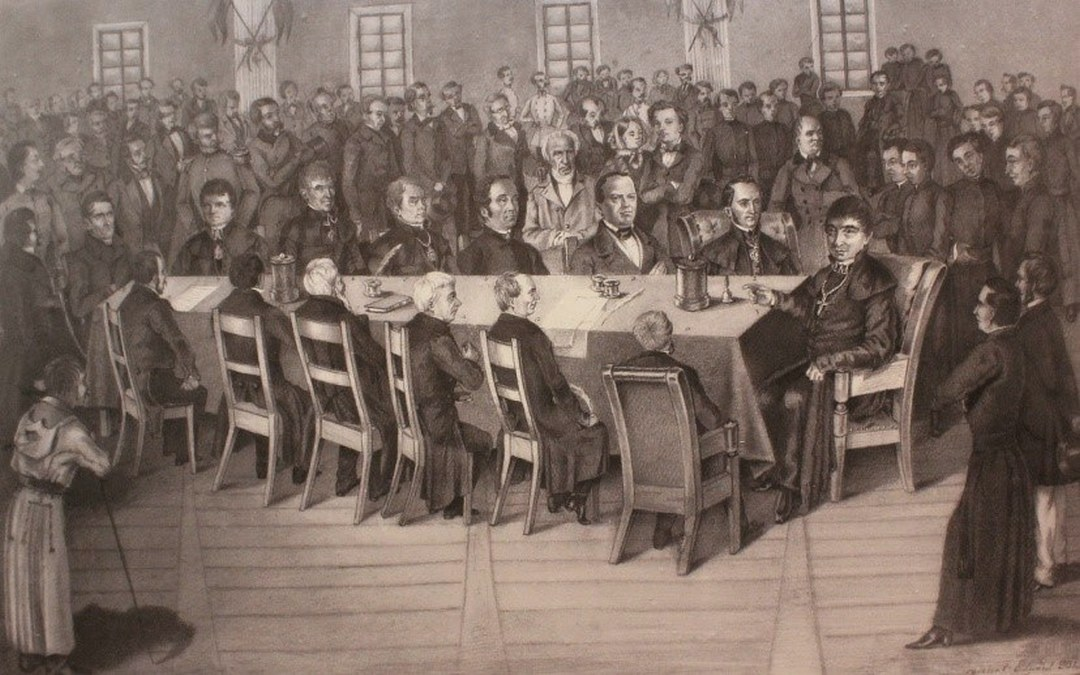
Засідання Головної Руської Ради

Головна Руська Рада складалася з 30 членів — представників греко-католицького духовенства та інтелігенції. Головою ГРР обрали єпископа Григорія Яхимовича, пізніше — крилошанина Михайла Куземського. Заступниками Г. Яхимовича обрали М. Куземського, Івана Борисикевича, секретарями — о. Михаїла Малиновського, Теодора Леонтовича. Рада поділялася на відділи політичних прав, шкільництва, селянських справ, фінансовий та ін. ГРР підпорядковувались «менші» ради. До місцевих рад (бл. 50) входило по троє представників від селян, міщан, шляхти, дяків і 18 представників від інтелігенції (в тому числі 10 священників).

## Історія

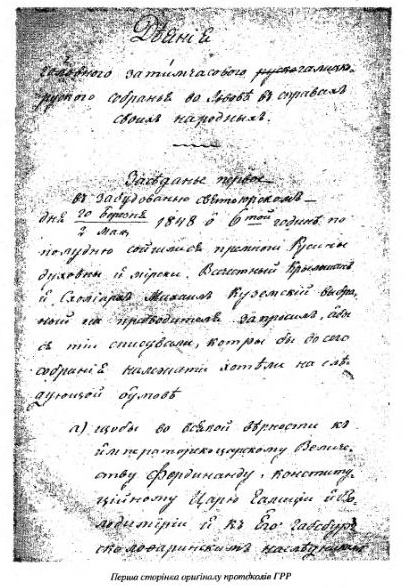
Перша сторінка протоколів засідань Головної Руської Ради

Головна Руська Рада утворилася 2 травня 1848 у Львові під час Австрійської революції.
У маніфесті від 10 травня 1848 Головна Руська Рада заявила про єдність усього 15-мільйонного українського народу й підтримала національні права всіх поневолених народів Австрійської імперії. Головна Руська Рада вимагала поділити Галичину на дві окремі адміністративні одиниці: східну — українську та західну — польську; об'єднати в одну провінцію українські землі — Галичину, Буковину й Закарпаття; викладання в школах та видання урядових розпоряджень, вести українською мовою.
25 червня 1848 року за рішенням Головної руської ради над Львівською ратушею був вивішений синьо-жовтий стяг. Проте провисів він над ратушею недовго: за кілька днів його зняли.
ГРР створила національну гвардію, а на Підкарпатті для боротьби з угорськими загонами — народну самооборону й батальйон гірських стрільців.
Головна Руська Рада організувала культурно-освітнє товариство «Галицько-Руську матицю» (1850), відкрила Народний Дім у Львові (1850). 19 жовтня 1848 скликала Собор руських учених, видавала першу в Галичині українську газету «Зоря Галицька».
У червні 1851 року діяльність ГРР була припинена.

## Діяльність
Головна руська рада організувала у Львові в 1848 році перший з'їзд русинських вчених і письменників — «Собор руських вчених», під час якого заснувала культурно-просвітницьку організацію «Галицько-руська матиця»; крім того, ініціювала заснування Народного дому у Львові, а також комітетів з представників інтелігенції та духовенства, видавала газету «Зоря галицька» (Зорѧ галицка (1848), Зоря галицка (1848—1851, 1855—1857), Зоря галицкая (1852—1854)) .
Головна руська рада вживала заходів щодо створення українських збройних формувань — національної гвардії в містах, сільської самооборони та Русинського батальйону гірських стрільців.
Схвалила земельну реформу 1848 року. 
Діяльність Головної руської ради зустріла активну протидію польських громадських організацій, зокрема — Центральної ради народової. Відносини з австрійською владою були неоднозначними. Австрійці йшли на поступки в мовному та культурному питанні, але протидіяли політичній діяльності. Після відновлення абсолютистської монархії Головна руська рада поступово згорнула свою діяльність, а в 1851 році була розпущена.
З Головної руської ради почалася історія «москвофільських» організацій на Західній Україні: Галицько-руська матиця, Руський народний дім (Львів), Руська рада.